# Xã Gilman, Quận Osceola, Iowa
Xã Gilman (tiếng Anh: Gilman Township) là một xã thuộc quận Osceola, tiểu bang Iowa, Hoa Kỳ. Năm 2010, dân số của xã này là 712 người.